# Estigma (fenômeno)

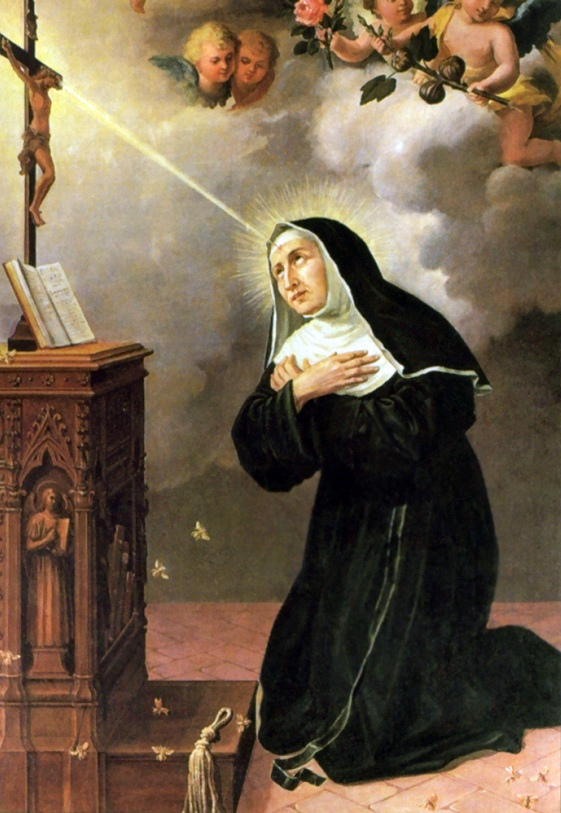
Uma representação religiosa popular de Santa Rita de Cássia recebendo o estigma da coroa de espinhos

Os estigmas são marcas manifestadas fisicamente mas que tradicionalmente são reputadas como tendo origem espiritual, e que alguns acreditam reproduzirem as cinco chagas de Jesus Cristo. Os estigmas podem tomar formas variadas, como úlceras, chagas, ferimentos, queimaduras, bolhas e lacerações, dentre outros, e normalmente são verificados em um dos cinco pontos do corpo pelos quais Jesus teria sido pregados à cruz: pés, punhos e tórax. Enquanto festividade católica, em Portugal é realizada especialmente no dia 7 de fevereiro.

## Pesquisa científica

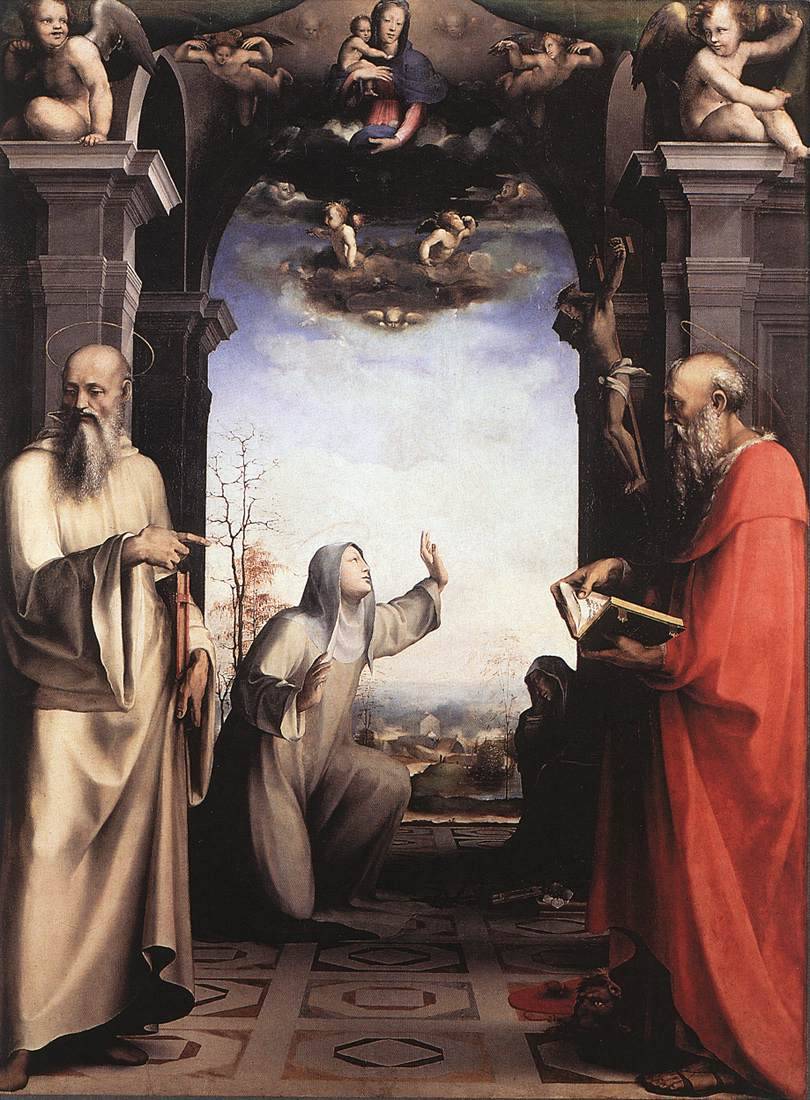
Estigmatização de Santa Catarina de Siena (c. 1515) por Domenico Beccafumi

Muitos estigmatizados têm sido expostos por se utilizarem de artifícios fraudulentos. Magdalena de la Cruz, por exemplo, que durante sua vida foi venerada como santa, confessou à beira da morte que seus estigmas haviam sido criados artificialmente e de forma deliberada.
Um dos primeiros neurologistas, Désiré-Magloire Bourneville, publicou diversos trabalhos afirmando que santos afirmando produzir milagres ou estimas, e aqueles alegando serem possuídos por entidades demoníacas, na realidade são afetados por epilepsia ou histeria. Outros estudos modernos têm mostrado que estigmas têm origem histérica, ou são produtos de transtornos dissociativos de identidade.
Diversos estudos tem demonstrado que existem relações claras entre constrições produzidas pela fome, estresse mental e auto-mutilação, principalmente no contexto de crenças religiosas. Casos de anorexia nervosa frequentemente apresentam auto-mutilações semelhantes a estígmas, como parte de rituais típicos de transtornos obsessivo-compulsivos. Além disso, a relação entre fome e auto-mutilação tem sido verificada entre prisioneiros de guerra  e durante episódios de fome generalizada.
O psicólogo Leonard Zusne em seu livro Anomalistic Psychology: A Study of Magical Thinking (1989) conclui que:
 Casos de estigma recaem em duas categorias: feridas auto-infligidas, que podem ser tanto casos de fraude quanto de auto-mutilação inconsciente, e feridas causadas por estados emocionais... auto-indução (através de auto-sugestão) de coceiras e subsequentes arranhões, dos quais o indivíduo não tem consciência, tem grande chance de ocorrer em pessoas impressionáveis, na presença de estímulos como imagens mentais ou físicas de cenas da crucificação usadas em meditação, e quando deseja-se receber estigmas. O motivo por detrás disso pode ser um conflito inconsciente e um desejo de escapar de uma situação intolerável, para uma situação de invalidez na qual as necessidades da pessoa recebem atenção e cuidado. [...] Muitos casos de estigmas podem ser explicados como fraude ou como feridas auto-provocadas.
Em seu Stigmata: A Medieval Phenomenon in a Modern Age, Ted Harrison sugere que não existe um único mecanismo que produza marcas de estigmas. Harrison não encontrou quaisquer evidências, em estudos de casos contemporâneos, de que estigmas possam ser produzidos de maneira supernatural. Ele conclui, no entanto, que feridas de origem natural nem sempre precisam ser fraudes, no sentido mais comum do termo, pois os motivos que levam pessoas a se auto-mutilarem de maneira inconsciente podem constituir verdades para a pessoa que se auto-mutila. Por exemplo alguns estigmatizados mutilam-se como forma de sofrer com Cristo, como forma de piedade. Outros mutilam-se acidentalmente, e suas feridas são consideradas estigmas por outras pessoas. Segundo ele, frequentemente feridas causadas naturalmente possuem profundas e genuínas respostas religiosas.
Outros estudos têm apontado que os raros casos de estigmas que não resultam de auto-mutilação condizem com sintomas de condições como a painful bruising syndrome.
O investigador cético Joe Nickell, que tem investigados casos recentes de estigmas, como aquele de Katya Rivas, afirma que esses casos não podem ser distinguidos de fraudes. 
Em 2002, um estudo psicoanalítico da estigmatizada Therese Neumann apontou que suas feridas resultavam de sintomas de estresse pós-traumático, expressos de forma inconsciente em auto-mutilação, por força de uma auto-sugeribilidade anormal.

## Estigmatizados famosos
| Nº | Imagem | Nome                                       | Notas                                                            | Referências e notas  |
| -- | ------ | ------------------------------------------ | ---------------------------------------------------------------- | -------------------- |
| 1  |        | Beata Alexandrina de Balazar               | (1905–1955), leiga salesiana portuguesa                          | [ 23 ]               |
| 2  |        | Amália de Jesus Flagelado                  | (1901–1977), missionária de Jesus Crucificado hispano-brasileira |                      |
| 3  |        | Beata Ana Catarina Emmerich                | (1774–1824), freira agostiniana alemã                            |                      |
| 4  |        | Santa Anna Schäffer                        | (1882–1925), leiga alemã                                         |                      |
| 5  |        | Anneliese Michel                           | (1952–1976), leiga alemã que alegou sofrer possessões            | [ 24 ]               |
| 6  |        | Bárbara Pfister                            | (1867–1909), freira dominicana alemã                             |                      |
| 7  |        | Santa Catarina de Ricci                    | (1522–1590), freira dominicana italiana                          |                      |
| 8  |        | Santa Catarina de Siena                    | (1347–1380), terciária dominicana italiana                       |                      |
| 9  |        | Santa Clara de Montefalco                  | (1268–1308), freira agostiniana italiana                         |                      |
| 10 |        | Santa Faustina Kowalska                    | (1905–1938), freira polonesa e apóstola da Divina Misericórdia   |                      |
| 11 |        | São Francisco de Assis                     | (1181/2–1226), frade italiano                                    |                      |
| 12 |        | Santa Gemma Galgani                        | (1878–1903), freira passionista italiana                         |                      |
| 13 |        | Beata Hosana de Mântua                     | (1774–1824), freira dominicana italiana                          |                      |
| 14 |        | São João de Deus                           | (1495–1550), fundador português da Ordem Hospitaleira            |                      |
| 15 |        | Servo de Deus Juan de Jesús                | (1615–1687), frei franciscano espanhol                           |                      |
| 16 |        | Serva de Deus Louise Lateau                | (1850–1883), leiga belga                                         |                      |
| 17 |        | Beata Lúcia de Narni                       | (1476–1544), terciária franciscana italiana                      |                      |
| 18 |        | Serva de Deus Luisa Piccarreta             | (1865–1947), leiga dominicana italiana                           |                      |
| 19 |        | Łukasz Prausa                              | (1985–2025), padre palotino polonês                              | [ 25 ] [ 26 ] [ 27 ] |
| 20 |        | Marcelline Pauper                          | (1663–1708), freira vicentina francesa                           |                      |
| 21 |        | Santa Margarida Bays                       | (1815–1876), terciária franciscana suíça                         |                      |
| 22 |        | Beata Maria da Encarnação                  | (1566–1618), freira carmelita francesa                           |                      |
| 23 |        | Venerável María de León Bello y Delgado    | (1643–1731), freira dominicana espanhola                         |                      |
| 24 |        | Venerável Maria Domenica Lazzeri           | (1815–1848), leiga italiana                                      |                      |
| 25 |        | Serva de Deus Maria Esperanza de Bianchini | (1928–2004), leiga venezuelana                                   |                      |
| 26 |        | Serva de Deus Maria Marta Chambon          | (1841–1907), freira visitandina francesa                         |                      |
| 27 |        | Maria Rosa Ferron                          | (1902–1936), leiga canadense                                     |                      |
| 28 |        | Santa Mariam Baouardy                      | (1846–1878), freira carmelita israelita                          |                      |
| 29 |        | Santa Mariam Thresia Chiramel              | (1876–1926), freira síra-malabar indiana                         |                      |
| 30 |        | Marie-Julie Jahenny                        | (1850–1941), terciária franciscana bretã                         |                      |
| 31 |        | Beata Marthe Robin                         | (1902–1981), terciária franciscana francesa                      |                      |
| 32 |        | Serva de Deus Natuzza Evolo                | (1924–2009), leiga italiana                                      |                      |
| 33 |        | São Pio de Pietrelcina                     | (1887–1968), padre capuchinho italiano                           |                      |
| 34 |        | Serva de Deus Rhoda Wise                   | (1888–1948), leiga estadunidense                                 |                      |
| 35 |        | Santa Rita de Cássia                       | (1381–1457), freira agostiniana italiana                         |                      |
| 36 |        | Serva de Deus Teresa Helena Higginson      | (1884–1905), leiga britânica                                     |                      |
| 37 |        | Serva de Deus Teresa Neumann               | (1898–1962), terciária franciscana alemã                         |                      |
| 38 |        | Santa Verônica Giuliani                    | (1660–1727), freira clarissa capuchinha italiana                 |                      |

## Na mídia
- Agnes of God – filme de Norman Jewison
- End of Days – filme de Peter Hyams
- The Exorcism of Emily Rose – filme de Scott Derrickson
- I Know Who Killed Me – filme de Chris Sivertson
- "Like a Prayer" – videoclipe de Madonna
- "Revelations" – episódio da série The X-Files
- Stigmata – filme de Rupert Wainwright
- "Everytime" - videoclipe de Britney Spears
- "Agatha Ripp" - episódio da série Nip/Tuck
- "Saint Zach" - episódio da série Picket Fences
- Na 2.ª Temporada da série "Vikings", Athelstan um monge católico começa a ter visões de Cristo e a delirar com marcas e estigmas da crucificação em seu próprio corpo.